# Ralph Fasanella
Ralph Fasanella (New York, 2 settembre 1914 – 16 dicembre 1997) è stato un pittore autodidatta statunitense, nato da genitori italiani nel Greenwich Village.
Partecipò alle guerra civile spagnola combattendo contro il fascismo con la Brigata Abraham Lincoln. Fu un macchinista di mestiere attivo nel sindacato United Electrical, Radio and Machine Workers of America. Lasciò il sindacato nel 1946 per divenire un pittore a tempo pieno. 
Fasanella ha rappresentato in uno stile ricco di colori e di particolari le lotte e la cultura del proletariato ed i maggiori avvenimenti politici e sociali del suo tempo.
Negli anni del maccartismo gli fu difficile trovare lavoro e lavorò presso la stazione di servizio del fratello.
Nell'ottobre 1972 fu riscoperto dal New York Magazine e l'anno successivo il New Yorker gli dedicò una copertina.
Fasanella fu quindi riscoperto come uno dei maestri dell'arte primitiva americana.
Negli anni settanta visse tre anni a Lawrence nel Massachusetts per dipingere soggetti del movimento operaio locale. Il culmine artistico di questo periodo fu il dipinto Lawrence 1912: The Great Strike, che rappresenta il grande sciopero dei lavoratori dell'industria tessile di Lawrence del 1912. Il quadro fu acquistato grazie ad una sottoscrizione dei sindacati e fu donato da questi al Congresso federale dove è rimasto esposto fino al 1994.
Il suo dipinto Subway Riders è esposto in una stazione della metropolitana a Manhattan.
Fasanella è morto nel 1997.